# The Social Network (álbum)
The Social Network é a trilha sonora do filme de mesmo nome dirigido por David Fincher. As músicas foram compostas por Trent Reznor e Atticus Ross e o álbum lançado em 28 de setembro de 2010, através da Null Corporation. Antes do lançamento da trilha, um extended play com cinco faixas foi disponibilizado de graça para download, como uma amostra para divulgação. Foi premiada na categoria Melhor Trilha Sonora Original do Globo de Ouro e do Oscar 2011.

## História
Quando Reznor recebeu o pedido do diretor David Fincher para fazer a trilha sonora de The Social Network, ele inicialmente recusou, por estar terminando uma turnê com o Nine Inch Nails, e por achar que um "filme do Facebook" não seria algo em que ele se interessaria. Depois de ler o roteiro de Aaron Sorkin, Reznor pediu desculpas a Fincher e disse para ele mantê-lo em consideração. Fincher respondeu dizendo que estava apenas esperando Reznor aceitar o trabalho.
A ideia de gravar "In the Hall of the Mountain King" veio da cena da regata em Henley, onde eles tentaram achar uma música que iria se enquadrar no tema da festa Eduardiana. Fincher disse a Reznor para tentar a versão de Wendy Carlos.

## Lista de faixas
| N.º | Título                                 | Duração |  |
| 1.  | "Hand Covers Bruise"                   | 4:18    |  |
| 2.  | "In Motion"                            | 4:56    |  |
| 3.  | "A Familiar Taste"                     | 3:35    |  |
| 4.  | "It Catches Up With You"               | 1:39    |  |
| 5.  | "Intriguing Possibilities"             | 4:24    |  |
| 6.  | "Painted Sun In Abstract"              | 3:29    |  |
| 7.  | "3:14 Every Night"                     | 4:03    |  |
| 8.  | "Pieces Form the Whole"                | 4:16    |  |
| 9.  | "Carbon Prevails"                      | 3:53    |  |
| 10. | "Eventually We Find Our Way"           | 4:17    |  |
| 11. | "Penetration"                          | 1:14    |  |
| 12. | "In the Hall of the Mountain King"     | 2:21    |  |
| 13. | "On We March"                          | 4:14    |  |
| 14. | "Magnetic"                             | 2:10    |  |
| 15. | "Almost Home"                          | 3:33    |  |
| 16. | "Hand Covers Bruise, Reprise"          | 1:52    |  |
| 17. | "Complication with Optimistic Outcome" | 3:19    |  |
| 18. | "The Gentle Hum of Anxiety"            | 3:53    |  |
| 19. | "Soft Trees Break the Fall"            | 4:44    |  |

| Faixas da amostra gratuita |                              |         |  |
| N.º                        | Título                       | Duração |  |
| 1.                         | "Pieces Form the Whole"      | 4:25    |  |
| 2.                         | "Eventually We Find Our Way" | 4:17    |  |
| 3.                         | "On We March"                | 4:18    |  |
| 4.                         | "The Gentle Hum of Anxiety"  | 3:51    |  |
| 5.                         | "Soft Trees Break the Fall"  | 4:39    |  |

## Paradas musicais
| Parada (2010)                  | Melhor posição |
| ------------------------------ | -------------- |
| Estados Unidos (Billboard 200) | 20             |